# Guillaume IV de Toulouse
Pour les articles homonymes, voir Guillaume de Toulouse.
Guillaume IV de Toulouse († 1094) est un comte de Toulouse de 1060 à 1094. Il est fils de Pons, comte de Toulouse, et d’Almodis de la Marche.
Il succède à son père en 1060 et hérite de la plus grande partie de ses biens, son frère Raymond n’ayant que les comtés de Saint-Gilles, de Nîmes, de Narbonne. Il semble pourtant que Raymond partage avec lui le titre de comte de Toulouse, comme l’indique une charte de 1088 qui lui attribue entre autres ce titre. En 1065, à la mort de leur cousine Berthe, comtesse de Rouergue, Raymond s’empare de son comté ainsi que du marquisat de Gothie et du duché de Narbonne sans que Guillaume ne fasse quelque chose pour l’en empêcher. Contrairement à son père et à son frère, c'est un homme peu ambitieux et peu porté sur les armes.
Guillaume épouse en premières noces une Mathilde, puis en secondes noces (en 1080) Emma de Mortain, fille de Robert de Conteville, comte de Mortain et de Mathilde de Montgomery. Cette dernière donne naissance à :
- Pons, mort jeune ;
- Philippe († 1117), mariée en 1094 à Guillaume IX le Troubadour (° 1071 † 1127), duc d'Aquitaine, de Gascogne et comte de Poitiers.

La dernière partie de la vie de Guillaume IV reste une énigme. On sait qu'il se trouve en Hongrie en 1093, essayant d'entrainer le roi de Hongrie vers Jérusalem. Mais on hésite sur l'année et le lieu de sa mort : peut-être en 1094 au cours d'un pèlerinage en Terre sainte.
Lorsqu'il décède en 1093 ou 1094, son frère, Raymond de Saint-Gilles, à qui il a confié son comté, s'appuyant sur une supposée « Loi salique toulousaine », évince Philippa de la succession. Rien ne justifie pourtant cette prise de pouvoir peu claire, car elle ne repose que sur une seule charte, datée de 1063. Cette charte comporte de plus des passages interpolés, et ne concerne que Moissac (et non l'ensemble du comté). Raymond succède à Guillaume en 1094 sous le nom de Raymond IV. Au départ de ce dernier en Terre sainte, Guillaume d'Aquitaine revendique plusieurs fois le comté de Toulouse au nom de Philippa. Il occupe même Toulouse au début du XIIe siècle.